# Hideko Tsukita
Hideco Tsukida (月田 秀子, 24 de janeiro de 1951 - 16 de junho de 2017) era uma fadista japonesa. Nasceu em Tóquio. Estudou na Faculdade de Letras da Universidade de Ritsumeikan, mas acabou por desistir do curso.

## Biografia
Após estudar Artes Performativas na Kansai Academy of Arts, trabalhou como atriz, e estudou chanson com Misao Kan e Miho Deguchi. Hideco fez sua estreia em 1980 com o album "Chansonnier Gilbert Becaud".
Quando a cantora descobriu a música de Amália Rodrigues, dedicou-se ao fado e à lingua portuguesa. Em 1987, foi estudar para Portugal e estreou-se como fadista. Quando voltou para o Japão, contribuiu para atividades de popularização do fado como a primeira fadista oficial do Japão.[carece de fontes?]
Em 2006, desenvolveu fibromialgia, mas continuou as suas atividades de cantora apesar da doença.
Em 16 de junho de 2017, faleceu de cancro do pulmão num hospital em Muroran, Hokkaido. Ela tinha 66 anos.

## Reconhecimento
Em 2010, no âmbito das celebrações dos 150 anos da assinatura do Tratado Luso-Nipónico, 10 personalidades foram galardoadas pela sua contribuição para as relações culturais entre Portugal e Japão. Nesta cerimónia, Hideco recebeu a Ordem de Mérito do Presidente da República de Portugal.

## Link externo
- TSUQUIDA HIDECO FADO CLUBE